# Joseph Partsch

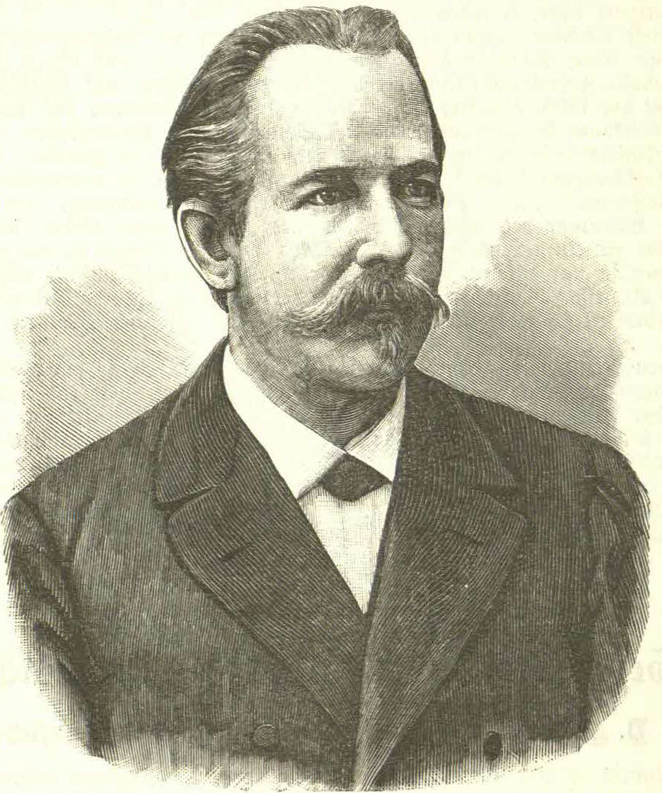
Joseph Partsch, vor 1900

Joseph Franz Maria Partsch (* 4. Juli 1851 in Schreiberhau, Landkreis Hirschberg, Provinz Schlesien; † 22. Juni 1925 in Bad Brambach, Vogtland) war ein deutscher Geograph. Er war Professor an den Universitäten Breslau und Leipzig.

## Leben

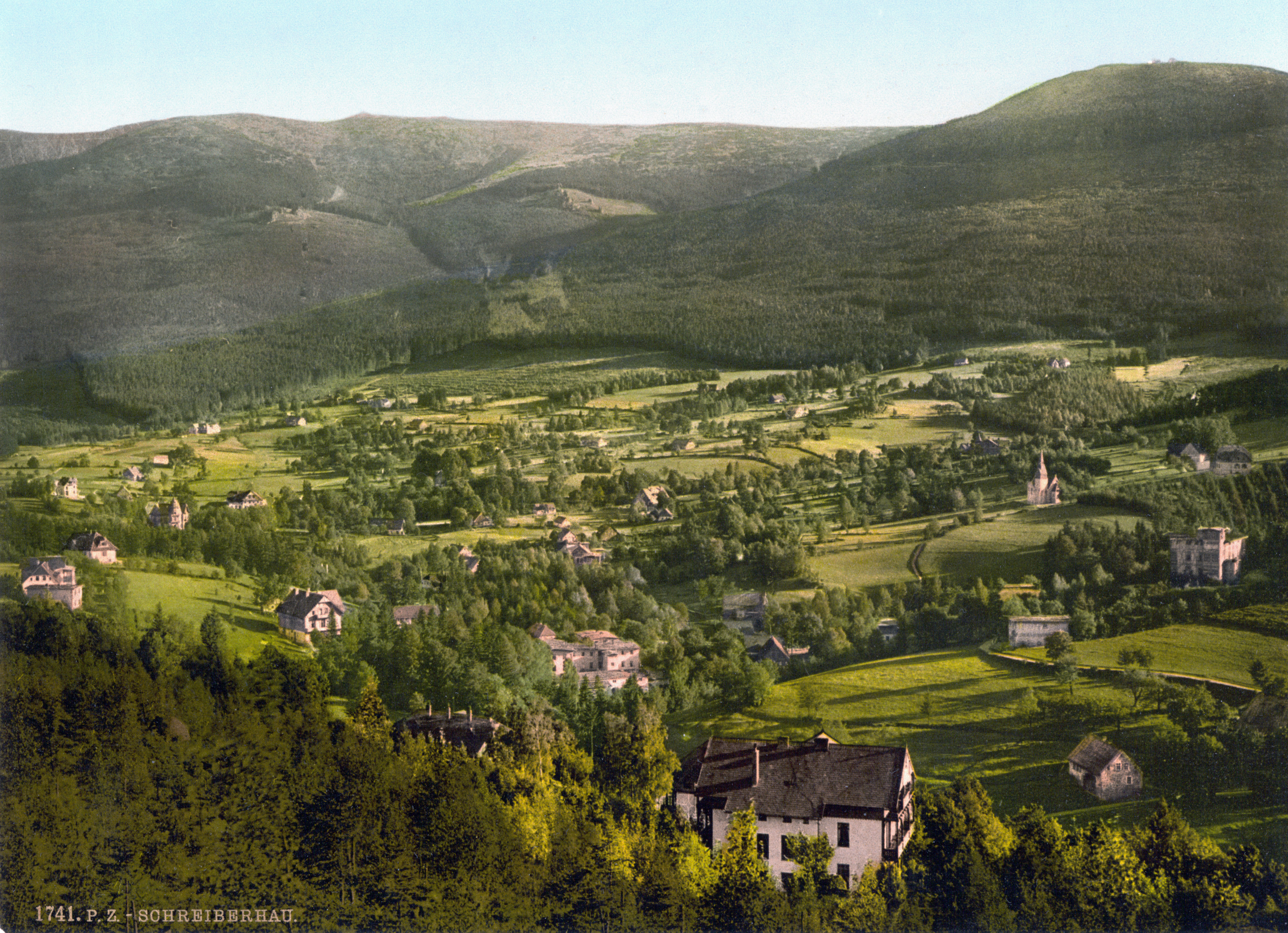
Partschs Geburtsort Schreiberhau im Riesengebirge auf einer Postkarte um 1900

Partsch wurde im Dorf Schreiberhau im schlesischen Riesengebirge geboren und wuchs dort zunächst auf. Sein Vater Alois Partsch (1821–1892) war kaufmännischer Direktor der Josephinen-Glashütte der Grafen Schaffgotsch. Nach dem Elementarunterricht ging der junge Partsch an das katholische Matthias-Gymnasium in Breslau, das er 1869 als Primus mit dem Abitur abschloss. Danach studierte er von 1869 bis 1874 Klassische Philologie, Geschichte und Geographie an der Schlesischen Friedrich-Wilhelms-Universität Breslau. Er wurde Mitglied des Philologischen Vereins Breslau im Naumburger Kartellverband. Sein wichtigster Lehrer war Carl Neumann, der Geographie und Alte Geschichte verband. 1874 wurde Partsch mit einer Dissertation zu Africa veteris itineraria emendantur et explicantur zum Dr. phil. promoviert. Bereits im Jahr darauf  habilitierte er sich mit einer Schrift zur Darstellung Europas in dem geographischen Werke Agrippas, danach war er 1875/76 Privatdozent für Geographie in Breslau. 1876 wurde er zum außerordentlicher Professor für Geographie und Alte Geschichte ernannt. Seit 1884 Ordinarius, wurde Partsch für das akademische Jahr 1899/1900 zum Rektor gewählt. In seiner Rektoratsrede am 15. Oktober 1899 befasste er sich mit der geographischen Arbeit des 19. Jahrhunderts. 1905 wechselte er als Nachfolger des plötzlich verstorbenen Friedrich Ratzel an die Universität Leipzig. Nach 17 Dienstjahren wurde er 1922 emeritiert.

## Werk
Partsch gehörte zu den wichtigsten Geographen der Jahrhundertwende. Einer seiner Schwerpunkte war Griechenland und hier vor allem die griechischen Inseln, die er mithilfe geographischer und altphilologischer Methoden untersuchte (Monographien zu Korfu, Leukas, Kephallenia und Ithaka). Er leistete bedeutende Beiträge zur Erforschung der Eiszeit, indem er etwa die Gebirge der Hohen Tatra und den Schwarzwald geologischen Untersuchungen unterzog und auf deren eigenständige Vereisung hinwies. Josef Partsch war korrespondierendes Mitglied der Göttinger Akademie der Wissenschaften (seit 1901), ordentliches Mitglied der Sächsischen Akademie der Wissenschaften (seit 1906), korrespondierendes Mitglied der Bayerischen Akademie der Wissenschaften (seit 1909) und der Königlich-Preußischen Akademie der Wissenschaften (seit 1922), außerordentliches (1914) und  seit 1920 auswärtiges Mitglied der Heidelberger Akademie der Wissenschaften, Ehrendoktor der Universitäten von Genf und Athen sowie Träger der Carl-Ritter-Medaille der Gesellschaft für Erdkunde zu Berlin.
Sein Bruder war der Nestor der Kieferchirurgie Carl Partsch. Sein Sohn ist der Rechtswissenschaftler Joseph Aloys August Partsch. Der Jurist Karl Josef Partsch, die Medienwissenschaftlerin Marianne Grewe-Partsch und der Biologe Karl Partsch sind seine Enkel.
Partschs umfangreicher Nachlass wird im Archiv für Geographie des Leipziger Leibniz-Instituts für Länderkunde aufbewahrt.

## Schriften (Auswahl)
- Africae veteris itineraria explicantur et emendantur. Pressburg 1874.
- Die Darstellung Europa's in dem geographischen Werke des Agrippa. Ein Beitrag zur Geschichte der Erdkunde. Breslau [1875?]
- Physikalische Geographie von Griechenland, mit besonderer Rücksicht auf das Alterthum. Überarbeitetes Manuskript von Carl Neumann. Breslau 1885.
- Die Insel Korfu. Eine geographische Monographie. Gotha 1887.
- Philipp Clüver, der Begründer der historischen Länderkunde. Ein Beitrag zur Geschichte der geographischen Wissenschaft. Wien 1891.
- mit Richard Kiepert: Deutscher Kolonial-Atlas für den amtlichen Gebrauch in den Schutzgebieten. Berlin 1893.
- Litteratur zur Landes- und Volkskunde der Provinz Schlesien. Heft 4, Breslau 1896  (Google Books).
- Schlesien – Eine Landeskunde für das deutsche Volk auf wissenschaftlicher Grundlage. Breslau 1896/1911.
  - Teil I: Das ganze Land, Hirt, Breslau 1896 (Google Books).
  - Teil II: Landschaften und Siedelungen, Hirt, Breslau 1911 (Google Books).
- Mitteleuropa. Die Länder und Völker von den Westalpen und dem Balkan bis an den Kanal und das Kurische Haff. Gotha 1904.
- Die Hohe Tatra zur Eiszeit. Leipzig 1923.